# 草原鼠兔
草原鼠兔（学名：Ochotona pusilla），一种分布于俄罗斯、哈萨克斯坦及中国新疆等地区的哺乳动物，隶属于鼠兔科鼠兔属。